# Ouvèze (Privas)
Die Ouvèze ist ein Fluss in Frankreich, der im Département Ardèche in der Region Auvergne-Rhône-Alpes verläuft. Sie entspringt knapp außerhalb des Regionalen Naturparks Monts d’Ardèche, im Gemeindegebiet von Saint-Priest, entwässert generell Richtung Nordost bis Ost über das Plateau du Vivarais und mündet nach rund 27 Kilometern im Ortsgebiet von Le Pouzin als rechter Nebenfluss in die Rhône.
Achtung: Nicht zu verwechseln mit dem gleichnamigen Fluss Ouvèze (93 km lang), der weiter südlich, im Département Vaucluse, ebenfalls in die Rhône mündet!

## Orte am Fluss
- Saint-Priest
- Privas
- Coux
- Flaviac
- Saint-Julien-en-Saint-Alban
- Les Fonts du Pouzin, Gemeinde Rompon
- Le Pouzin

## Sehenswürdigkeiten
- Römische Brücke über die Ouvèze bei Le Pouzin